# 11.ª etapa do Tour de France de 2022
A 11.ª etapa do Tour de France de 2022 teve lugar a 13 de julho de 2022 entre Albertville e Col du Granon sobre um percurso de 151,7 km. O vencedor foi o dinamarquês Jonas Vingegaard do Jumbo-Visma, novo líder da prova.

## Classificação da etapa
| Albertville - Col du Granon | alta montanha | (151,7 km) |

| \| Classificação por etapas \| Classificação por etapas \| Classificação por etapas \| Classificação por etapas \| Classificação por etapas \| \| Ciclista \| Ciclista \| Equipe \| Tempo \| \| \| ------------------------ \| ------------------------ \| ------------------------ \| ------------------------ \| ------------------------ \| \| 1. \| Jonas Vingegaard \| Jumbo-Visma \| 4h18m02s \| \| \| 2. \| Nairo Quintana \| Arkéa-Samsic \| + 59s \| \| \| 3. \| Romain Bardet \| Team DSM \| + 1m10s \| \| \| 4. \| Geraint Thomas \| Ineos Grenadiers \| + 1m38s \| \| \| 5. \| David Gaudu \| Groupama-FDJ \| + 2m04s \| \| \| 6. \| Adam Yates \| Ineos Grenadiers \| + 2m10s \| \| \| 7. \| Tadej Pogačar \| UAE Team Emirates \| + 2m51s \| \| \| 8. \| Alexey Lutsenko \| Astana Qazaqstan Team \| + 3m38s \| \| \| 9. \| Steven Kruijswijk \| Jumbo-Visma \| + 3m59s \| \| \| 10. \| Warren Barguil \| Arkéa-Samsic \| + 4m16s \| \| |                   |                       |          |
| |                   |                       |          |
| Fonte: ProCyclingStats |                   |                       |          |
| Classificação por etapas |                   |                       |          |
| Ciclista | Ciclista          | Equipe                | Tempo    |
| 1. | Jonas Vingegaard  | Jumbo-Visma           | 4h18m02s |
| 2. | Nairo Quintana    | Arkéa-Samsic          | + 59s    |
| 3. | Romain Bardet     | Team DSM              | + 1m10s  |
| 4. | Geraint Thomas    | Ineos Grenadiers      | + 1m38s  |
| 5. | David Gaudu       | Groupama-FDJ          | + 2m04s  |
| 6. | Adam Yates        | Ineos Grenadiers      | + 2m10s  |
| 7. | Tadej Pogačar     | UAE Team Emirates     | + 2m51s  |
| 8. | Alexey Lutsenko   | Astana Qazaqstan Team | + 3m38s  |
| 9. | Steven Kruijswijk | Jumbo-Visma           | + 3m59s  |
| 10. | Warren Barguil    | Arkéa-Samsic          | + 4m16s  |

## Classificações ao final da etapa

### Classificação geral(Maillot Jaune)
| \| Classificação geral \| Classificação geral \| Classificação geral \| Classificação geral \| Classificação geral \| \| Ciclista \| Ciclista \| Equipe \| Tempo \| \| \| ------------------- \| ------------------- \| --------------------- \| ------------------- \| ------------------- \| \| 1. \| Jonas Vingegaard \| Jumbo-Visma \| 41h29m59s \| \| \| 2. \| Romain Bardet \| Team DSM \| + 2m16s \| \| \| 3. \| Tadej Pogačar \| UAE Team Emirates \| + 2m22s \| \| \| 4. \| Geraint Thomas \| Ineos Grenadiers \| + 2m26s \| \| \| 5. \| Nairo Quintana \| Arkéa-Samsic \| + 2m37s \| \| \| 6. \| Adam Yates \| Ineos Grenadiers \| + 3m06s \| \| \| 7. \| David Gaudu \| Groupama-FDJ \| + 3m13s \| \| \| 8. \| Aleksandr Vlasov \| Bora-Hansgrohe \| + 7m23s \| \| \| 9. \| Alexey Lutsenko \| Astana Qazaqstan Team \| + 8m07s \| \| \| 10. \| Enric Mas \| Movistar Team \| + 9m29s \| \| |                  |                       |           |
| |                  |                       |           |
| Fonte: ProCyclingStats |                  |                       |           |
| Classificação geral |                  |                       |           |
| Ciclista | Ciclista         | Equipe                | Tempo     |
| 1. | Jonas Vingegaard | Jumbo-Visma           | 41h29m59s |
| 2. | Romain Bardet    | Team DSM              | + 2m16s   |
| 3. | Tadej Pogačar    | UAE Team Emirates     | + 2m22s   |
| 4. | Geraint Thomas   | Ineos Grenadiers      | + 2m26s   |
| 5. | Nairo Quintana   | Arkéa-Samsic          | + 2m37s   |
| 6. | Adam Yates       | Ineos Grenadiers      | + 3m06s   |
| 7. | David Gaudu      | Groupama-FDJ          | + 3m13s   |
| 8. | Aleksandr Vlasov | Bora-Hansgrohe        | + 7m23s   |
| 9. | Alexey Lutsenko  | Astana Qazaqstan Team | + 8m07s   |
| 10. | Enric Mas        | Movistar Team         | + 9m29s   |

### Classificação por pontos(Maillot Vert)
| Classificação por pontos | Classificação por pontos | Classificação por pontos | Classificação por pontos | Classificação por pontos |
| Ciclista                 | Ciclista                 | Equipe                   | Pontos                   |                          |
| ------------------------ | ------------------------ | ------------------------ | ------------------------ | ------------------------ |
| 1.                       | Wout van Aert            | Jumbo-Visma              | 304 pts                  |                          |
| 2.                       | Fabio Jakobsen           | Quick-Step Alpha Vinyl   | 155 pts                  |                          |
| 3.                       | Tadej Pogačar            | UAE Team Emirates        | 148 pts                  |                          |
| 4.                       | Magnus Cort              | EF Education-EasyPost    | 129 pts                  |                          |
| 5.                       | Christophe Laporte       | Jumbo-Visma              | 114 pts                  |                          |
| 6.                       | Jasper Philipsen         | Alpecin-Deceuninck       | 109 pts                  |                          |
| 7.                       | Jonas Vingegaard         | Jumbo-Visma              | 86 pts                   |                          |
| 8.                       | Peter Sagan              | TotalEnergies            | 86 pts                   |                          |
| 9.                       | Simon Clarke             | Israel-Premier Tech      | 72 pts                   |                          |
| 10.                      | Michael Matthews         | BikeExchange-Jayco       | 68 pts                   |                          |

### Classificação da montanha(Maillot à Pois Rouges)
| Classificação da montanha | Classificação da montanha | Classificação da montanha | Classificação da montanha | Classificação da montanha |
| Ciclista                  | Ciclista                  | Equipe                    | Pontos                    |                           |
| ------------------------- | ------------------------- | ------------------------- | ------------------------- | ------------------------- |
| 1.                        | Simon Geschke             | Cofidis                   | 43 pts                    |                           |
| 2.                        | Pierre Latour             | TotalEnergies             | 35 pts                    |                           |
| 3.                        | Jonas Vingegaard          | Jumbo-Visma               | 30 pts                    |                           |
| 4.                        | Warren Barguil            | Arkéa-Samsic              | 30 pts                    |                           |
| 5.                        | Tadej Pogačar             | UAE Team Emirates         | 18 pts                    |                           |
| 6.                        | Bob Jungels               | AG2R Citroën Team         | 18 pts                    |                           |
| 7.                        | Wout van Aert             | Jumbo-Visma               | 17 pts                    |                           |
| 8.                        | Nairo Quintana            | Arkéa-Samsic              | 15 pts                    |                           |
| 9.                        | Thibaut Pinot             | Groupama-FDJ              | 14 pts                    |                           |
| 10.                       | Romain Bardet             | Team DSM                  | 12 pts                    |                           |

### Classificação do melhor jovem(Maillot Blanc)
| Classificação dos jovens | Classificação dos jovens | Classificação dos jovens           | Classificação dos jovens | Classificação dos jovens |
| Ciclista                 | Ciclista                 | Equipe                             | Tempo                    |                          |
| ------------------------ | ------------------------ | ---------------------------------- | ------------------------ | ------------------------ |
| 1.                       | Tadej Pogačar            | UAE Team Emirates                  | 41h32m21s                |                          |
| 2.                       | Thomas Pidcock           | Ineos Grenadiers                   | + 8m50s                  |                          |
| 3.                       | Brandon McNulty          | UAE Team Emirates                  | + 29m30s                 |                          |
| 4.                       | Matteo Jorgenson         | Movistar Team                      | + 43m47s                 |                          |
| 5.                       | Andreas Leknessund       | Team DSM                           | + 48m20s                 |                          |
| 6.                       | Kevin Geniets            | Groupama-FDJ                       | + 58m11s                 |                          |
| 7.                       | Georg Zimmermann         | Intermarché-Wanty-Gobert Matériaux | + 1h02m16s               |                          |
| 8.                       | Michael Storer           | Groupama-FDJ                       | + 1h03m07s               |                          |
| 9.                       | Fred Wright              | Bahrain Victorious                 | + 1h12m09s               |                          |
| 10.                      | Matis Louvel             | Arkéa-Samsic                       | + 1h19m23s               |                          |

### Classificação por equipas(Classement par Équipe)
| Classificação por equipes | Classificação por equipes | Classificação por equipes | Classificação por equipes |
| Equipe                    | Equipe                    | Tempo                     |                           |
| ------------------------- | ------------------------- | ------------------------- | ------------------------- |
| 1.                        | Ineos Grenadiers          | 24h37m03s                 |                           |
| 2.                        | Jumbo-Visma               | + 11m35s                  |                           |
| 3.                        | Groupama-FDJ              | + 32m44s                  |                           |
| 4.                        | UAE Team Emirates         | + 40m26s                  |                           |
| 5.                        | Bora-Hansgrohe            | + 53m03s                  |                           |
| 6.                        | Arkéa-Samsic              | + 59m34s                  |                           |
| 7.                        | Bahrain Victorious        | + 1h18m33s                |                           |
| 8.                        | Movistar Team             | + 1h21m23s                |                           |
| 9.                        | Cofidis                   | + 1h23m06s                |                           |
| 10.                       | Team DSM                  | + 1h29m05s                |                           |

## Abandonos
Oliver Naesen e Mathieu van der Poel não completaram a etapa.